# El diablo (película de 1963)
El diablo (en italiano, Il diavolo) es una comedia italiana dirigida por Gian Luigi Polidoro estrenada en 1963. Rodada en el sentido neorrealista italiano, estilo no lineal, sigue la vida del famoso bandido siciliano Salvatore Giuliano. Giuliano está mayormente fuera de la pantalla durante la película y solo aparece como un cadáver.

## Argumento
Entusiasmado con las perspectivas amorosas de una estancia en Suecia, después de leer un folleto publicitario, el maduro Amedeo va a Estocolmo por negocios. Las oportunidades le parecerían tentadoras, oportunidades que ve desvanecerse puntualmente debido a su carácter. Luego pasa una velada patética en un local para trabajadores italianos, para encontrarse con una chica local, demasiado joven e igual de indiferente. La noche siguiente, en la ceremonia de entrega del Premio Nobel, Amedeo es abordado por Brigitta, de quien descubre que está casada y lo invita a una fiesta en casa, en presencia de su marido y amigos. 

## Reparto
- Alberto Sordi - Amedeo Ferretti
- Gunilla Elm-Tornkvist - Corinne
- Anne-Charlotte Sjöberg - Karina
- Barbro Wastenson - Barbro
- Monica Wastenson - Monica
- Ulla Smidje - La mujer del ministro
- Ulf Palme - El ministro
- Lauritz Falk - Mr. Falkman

## Producción
La idea del film se puede deducir de una entrevista de Dino De Laurentiis: «Un día [Alberto Sordi] viene a mí, teníamos que decidir la próxima película y me dice: "Tengo una película que me gustaría hacer. La historia de un italiano que va a Suecia con la idea de un mundo de mujeres hermosas donde follar es fácil (SIC); y en cambio regresa sin haber follado nada". Yo digo: "Me gusta la idea, vamos a escribirlo". "No, no se puede escribir. Sonego puede escribir una, dos, cinco páginas y ya está. En fin, la idea. Tienes que confiar en mí. Escogemos a Gian Luigi Polidoro como director, Aldo Tonti como director de fotografía. El reparto lo escogemos en la propia Suecia y capturamos aspectos reales de la vida sueca, estando allí, sumergiéndonos en su realidad". Empecé esta empresa sin guion e hicieron algo bastante interesante, Il Diavolo [...]».

## Premios y distinciones
Festival Internacional de Cine de Berlín
| Año  | Categoría  | Premiado            | Resultado |
| ---- | ---------- | ------------------- | --------- |
| 1963 | Oso de Oro | Gian Luigi Polidoro | Ganador   |

Globos de Oro
| Año  | Categoría                       | Película      | Resultado |
| ---- | ------------------------------- | ------------- | --------- |
| 1963 | Mejor actor - Comedia o musical | Alberto Sordi | Ganador   |